# Papcastle
Papcastle est un village et un civil parish de Cumbria, en Angleterre. Il est situé juste au nord-ouest de la ville de Cockermouth. Administrativement, il dépend du district d'Allerdale. Au moment du recensement de 2011, il comptait 385 habitants.

## Personnalités liées à la ville
- Maria Callcott (1785-1842), voyageuse et écrivain anglaise, y est née.